# 200 років Ніжинському державному університету імені Миколи Гоголя (монета)
«200 ро́ків Ні́жинському держа́вному університе́ту і́мені Мико́ли Го́голя» — ювілейна монета номіналом 2 гривні, випущена Національним банком України. Присвячена одному з найстаріших навчальних закладів в Україні, заснованому на кошти братів Олександра та Іллі Безбородьків як Гімназія вищих наук зі статусом вищого навчального закладу університетського типу. Університет славиться своїми освітніми, науковими і культурними традиціями; тут отримали вищу освіту багато відомих представників науки та культури: М. Гоголь, Є. Гребінка, Л. Глібов, Ю. Збанацький, Є. Гуцало та інші.
Монету введено в обіг 1 вересня 2020 року. Вона належить до серії «Вищі навчальні заклади України».

## Опис та характеристики монети
| Номінал грн. | Метал      | Маса, грам | Діаметр, мм. | Якість виготовлення       | Гурт     | Тираж, штук |
| ------------ | ---------- | ---------- | ------------ | ------------------------- | -------- | ----------- |
| 2            | нейзильбер | 12,8       | 31           | спеціальний анциркулейтед | рифлений | 30 000      |

### Аверс
На аверсі монети розміщено: угорі малий Державний Герб України, по обидва боки від якого — «2020», під гербом — напис «УКРАЇНА»; по центру на дзеркальному тлі — герб університету, праворуч і ліворуч від якого — піктограми, вписані у коло із зображеннями, що символізують факультети університету; унизу номінал монети «2 ГРИВНІ» та логотип Банкнотно-монетного двору Національного банку України.

### Реверс
На реверсі монети на дзеркальному тлі розміщено будівлю університету, над якою напис — «200/РОКІВ» та зображено портрет Миколи Гоголя (праворуч), унизу напис: «НІЖИНСЬКИЙ ДЕРЖАВНИЙ/ УНІВЕРСИТЕТ/ ІМ. МИКОЛИ ГОГОЛЯ».

## Автори

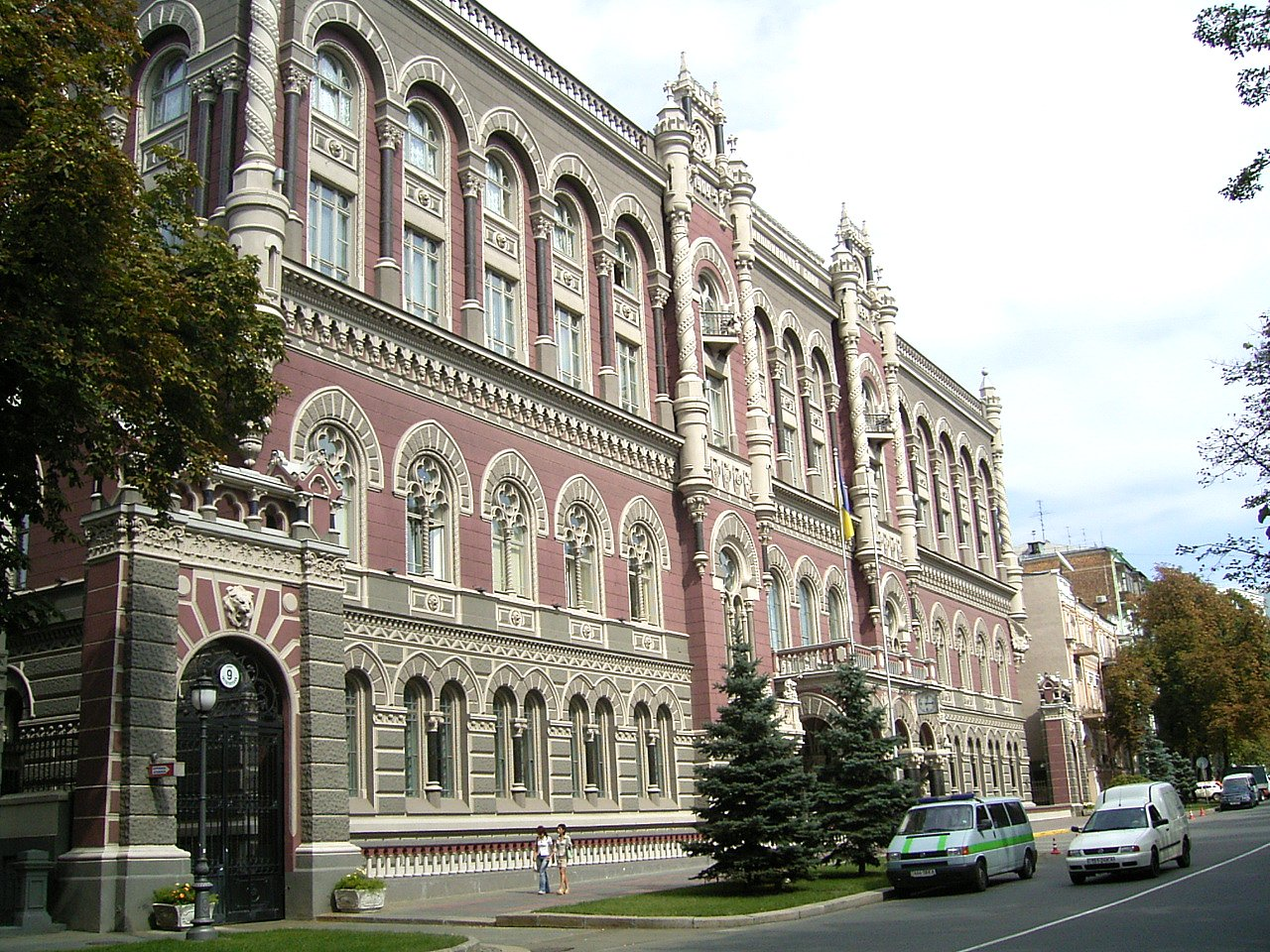
Будівля Національного банку України

- Художники: Таран Володимир, Харук Олександр, Харук Сергій.
- Скульптори: Дем'яненко Володимир, Атаманчук Володимир.

## Вартість монети
Під час введення монети в обіг 2020 року, Національний банк України реалізовував монету за ціною 35 гривень.
Фактична приблизна вартість монети, з роками змінювалася так:
| Рік        | 2021 | 2022 | 2023 | 2024 | 2025 |
| ---------- | ---- | ---- | ---- | ---- | ---- |
| Ціна, грн. | 45   | 55   | 75   | 190  | 190  |